# Quadro

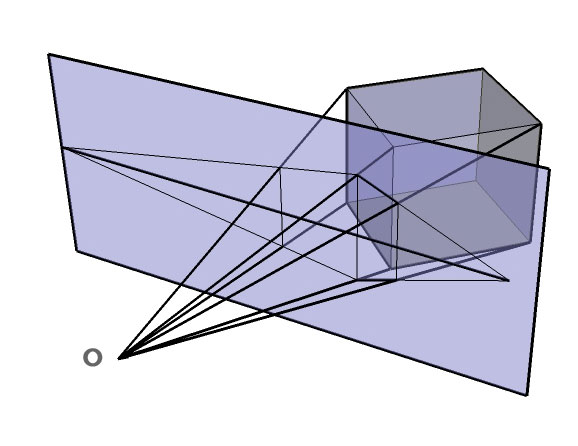
O quadro é o plano que seciona as visuais que partem de "O" (observador).

Nos processos de perspectiva exata o plano vertical de projeção é chamado de quadro. Quando do surgimento da perspectiva, no Renascimento, o quadro representava uma seção no cone visual, como uma imagem vista por uma janela.
O quadro também é popularmente reconhecido como a superfície de uma pintura. 